# 유로비전 송 콘테스트 1959

초록색은 참가한 국가 노란색은 과거에는 참가 하였으나 1959년에는 참가하지 않은 국가

유로비전 송 콘테스트 1959(Eurovision Song Contest 1959)는 제4회 유로비전 송 콘테스트이다. 1959년 3월 11일(수요일)프랑스의 칸(Cannes)에서 개최되었다. 그리고 네덜란드가 두번째 우승을 하였다.

## 결과

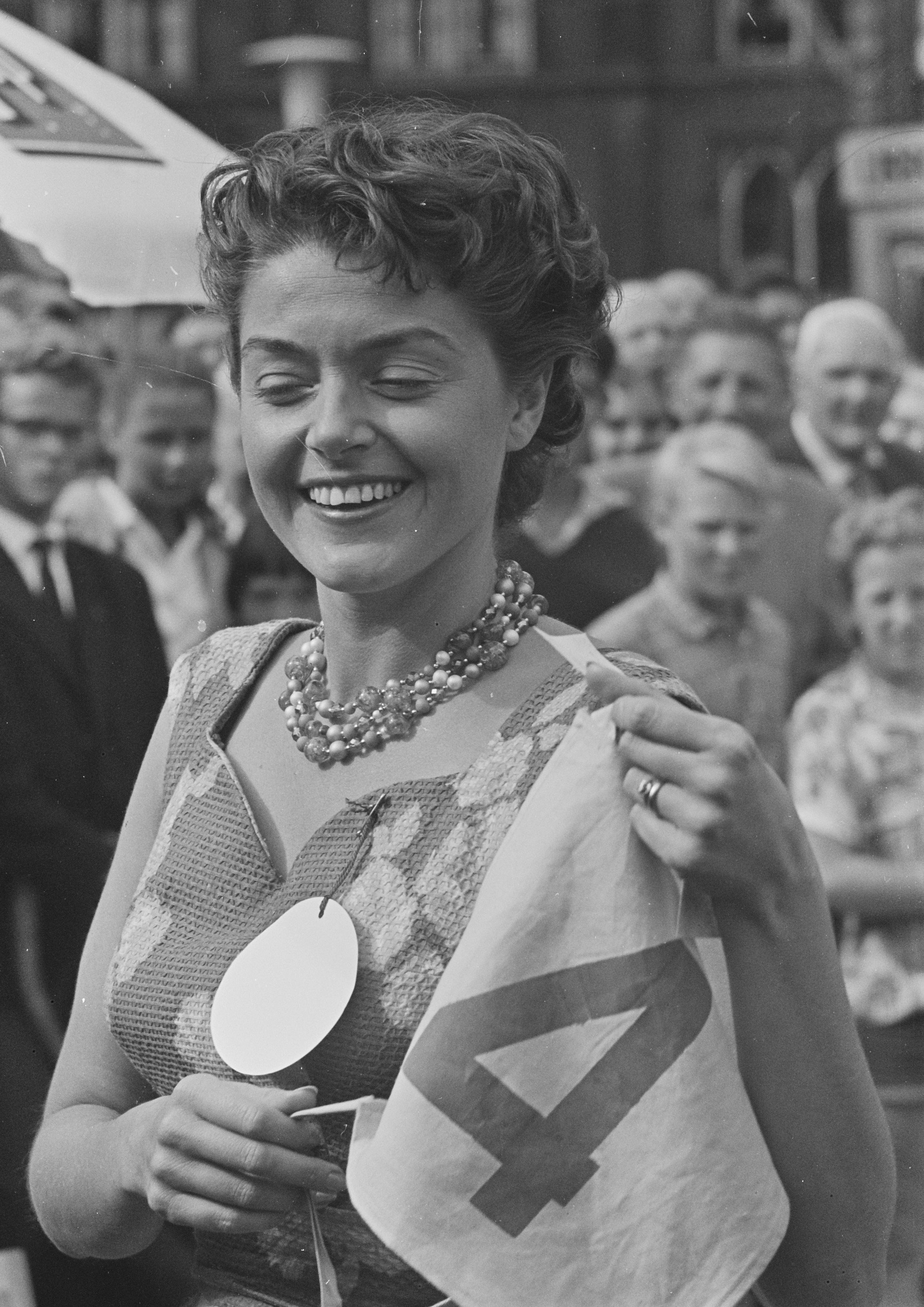
Teddy Scholten

이 콘테스트의 결과 네덜란드 가수 Teddy Scholten의 Een beetje곡이 1위를 하였다.
왼쪽사진이 이 대회의 우승자인 Teddy Scholten

### 2위

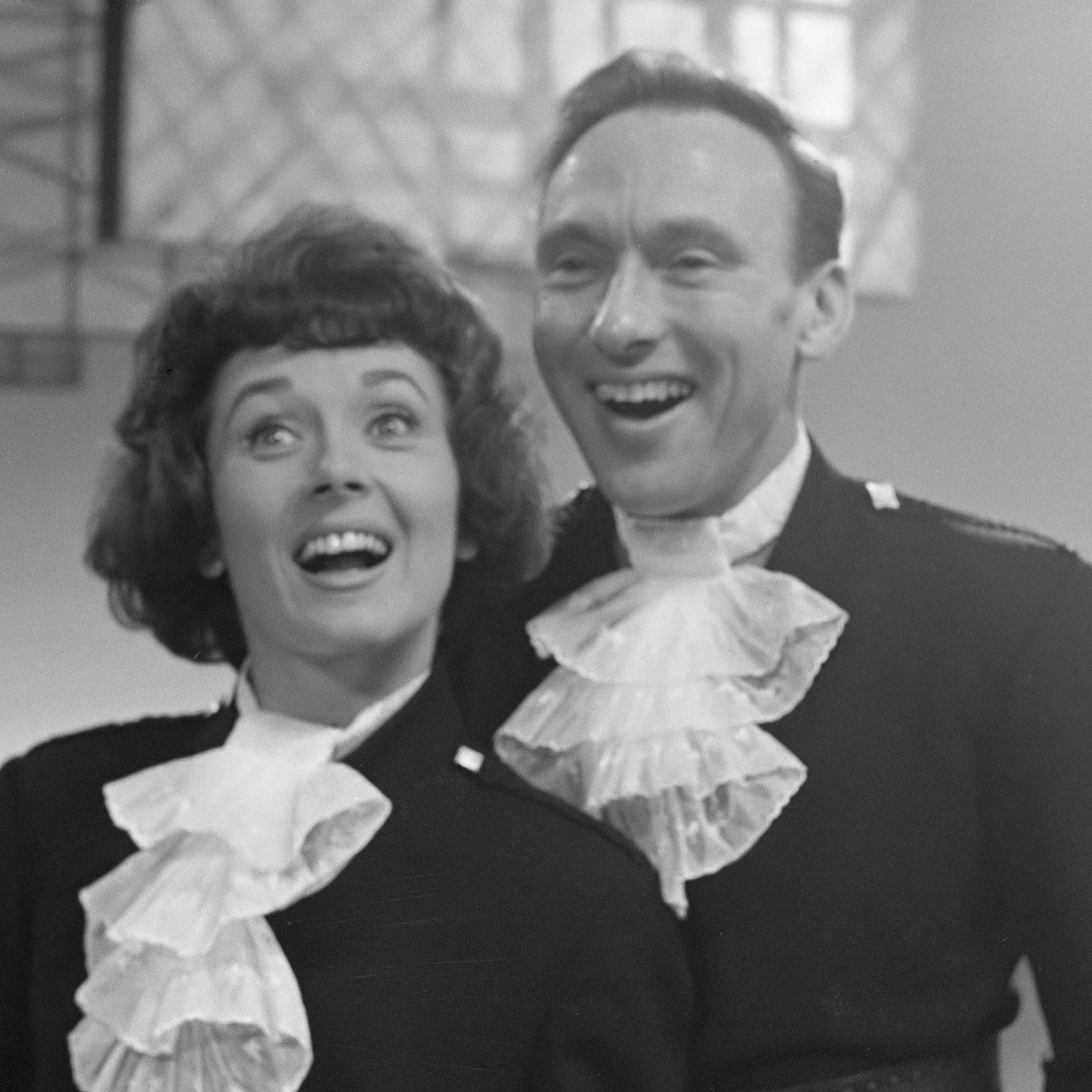
유로비전 송 콘테스트 1959의 2위

유로비전 송 콘테스트1959의 2위는 영국 가수 Pearl Carr과 Teddy Johnson의 노래인 "Sing, Little Birdie"이다.